# Mario Arteaga
Mario Arteaga (* 29. November 1970 in Guadalajara, Jalisco) ist ein mexikanischer Fußballtrainer und ehemaliger Fußballspieler, der vorwiegend im Mittelfeld agierte.
Arteaga begann seine Laufbahn als Fußballprofi bei seinem Heimatverein Club Deportivo Guadalajara, bei dem er von 1990 bis 1993 unter Vertrag stand und in 59 Spielen insgesamt 14 Treffer in der höchsten mexikanischen Spielklasse erzielte. Seine erfolgreichste Spielzeit war die Saison 1991/92, in der er in nur 22 Spielen 9 Tore erzielte.
Für seine herausragende Leistung in der Saison 1991/92 wurde Arteaga in die mexikanische U-23-Auswahl berufen, mit der er am olympischen Fußballturnier des Jahres 1992 teilnahm und zwei Einsätze in der Vorrundengruppe D gegen Australien und Ghana bestritt, die jeweils 1:1 endeten.
Die Saison 1993/94 verbrachte er beim Club León und die Saison 1995/96 bei den UNAM Pumas.
Im Anschluss an seine Spielerkarriere war Arteaga zwischen 2003 und 2009 im Trainerstab der  Dorados de Sinaloa, der Tiburones Rojos Veracruz und des Club León  tätig.
Zwischen 2015 und 2019 trainierte er diverse Nachwuchsmannschaften der Federación Mexicana de Fútbol Asociación, die Auswahlmannschaften der U-17, U-20 und U-21.